# 住所

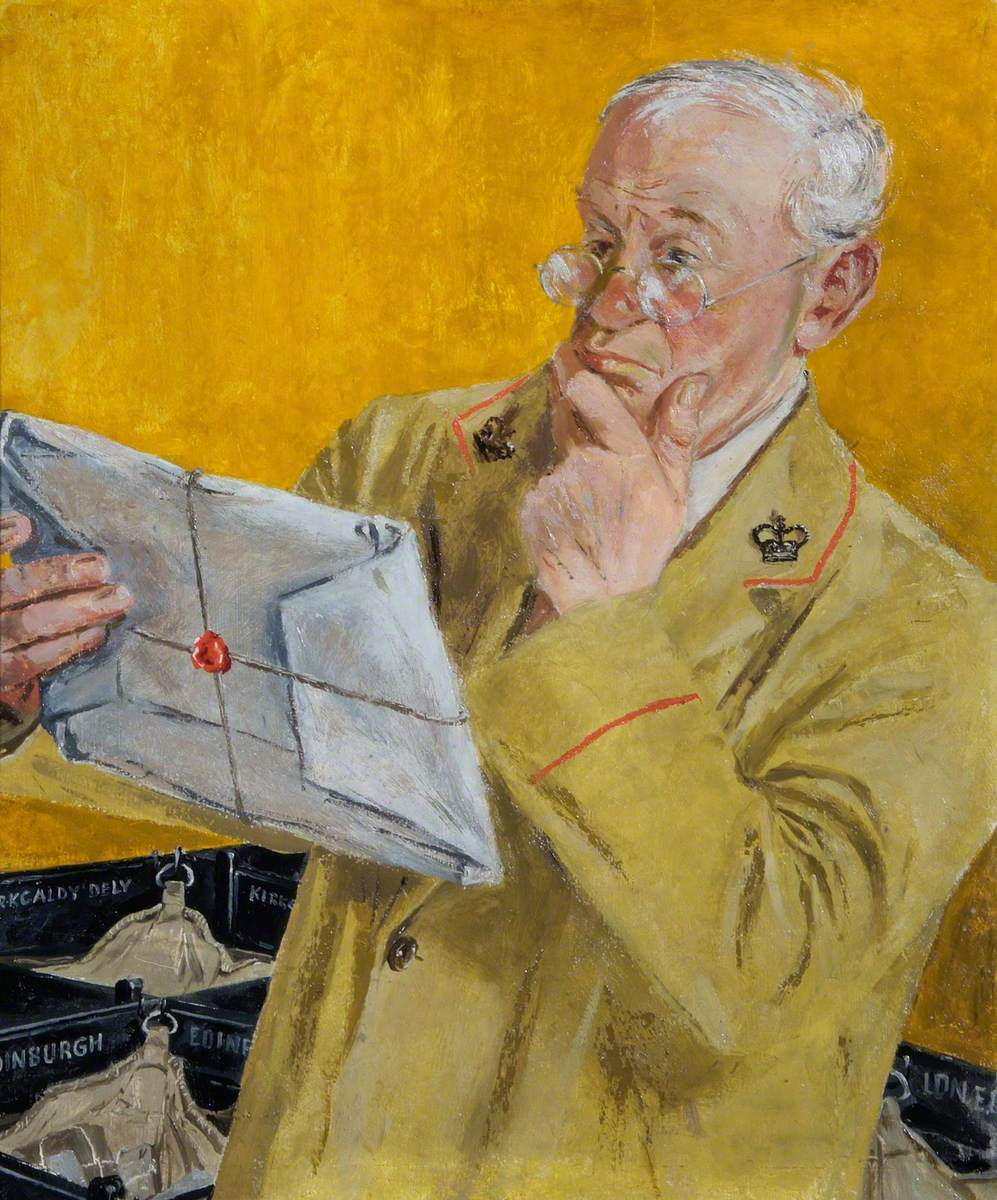
「住所は分かりやすくお書き下さい」1958年のポスター（英国郵便博物館所蔵）。

住所（じゅうしょ、英：address）とは、「住んでいるところ。生活の本拠である場所。すみか。すまい。」のことである。法人、事業所、営業所等がある場所については住所とは言わず所在地（しょざいち）と言う。

## 住所の決定

### 形式主義と実質主義
各人の住所の決定の基準には、本籍や住民登録といった形式上の条件を基準として住所を定める形式主義と、各人が実質的に生活の中心としている場所を住所とする実質主義がある。
日本の旧民法人事編262条は形式主義を採用していた（「本籍地」を民法上の住所としていた）。
これに対して、フランス民法などは実質主義を採用している。現行の日本の民法も「各人の生活の本拠をその者の住所とする」（民法第22条）として実質主義を採用している。住民基本台帳法（旧・住民登録法）では各人は転居届や転入届を提出する際に住所を届け出るものとされており（住民基本台帳法第22条・第23条）、各人の住所は住民基本台帳に記載されることになる（住民基本台帳法第7条第7号）。ただし、住民票の記載・消除・修正などは各人の届出または市町村長などの職権で行うものとされている（住民基本台帳法第8条）ため、現実には届出などにより住民票に記載された場所と、実質的に生活の本拠となっている場所（民法上の住所）とが一致しない場合がある。したがって、住民基本台帳法（旧・住民登録法）による住民票の住所は、民法上の住所との関係では「ただ事実推測のため一応の資料となり得るにすぎない」ものと考えられている。判例も転出届の事実があっても実質的な生活の本拠の移転がなければ民法上の住所が移転したものとすることはできないとしている（最判 1997年8月25日 判例時報 1616号52頁）。

### 住所の設定・変更・廃止
ドイツ、スイス、フランスなどでは法定住所と任意住所を法律で規定している。任意住所を原則としつつ、ある場所に居住している事実だけでなく恒常的に居住する意思があることを基準にした法定住所の概念も設けている。
これに対して、日本ではこれらの国々のような法定住所の概念は設けられていない。民法上の住所である「生活の本拠」の意味をめぐっては、定住事実のみで足りるとする客観説と、定住事実のほか定住意思が必要であるとする主観説の対立がある。通説は客観説をとっている。住所の個数については、複数の場所を生活の本拠としている場合にはそれぞれが民法上の住所となるとする複数説（法律関係基準説）と単数説（単一説）がある。大正時代までは単数説が通説であったが、次第に複数説が優勢となり、第二次世界大戦後には複数説が通説となった。ただ、最高裁は「およそ法令において人の住所につき法律上の効果を規定している場合、反対の解釈をなすべき特段の事由のない限り、その住所とは各人の生活の本拠を指すものと解するを相当」としており、公職選挙法上の住所についても、修学のため親元を離れて居住する学生の住所はその寮または下宿などの所在地にあるとしている。下級審の裁判例はさらに、ある場所が住所であるかどうかは「滞在日数、住居、職業、生計を一にする配偶者その他の親族の居所、資産の所在等を総合的に考慮して判断するのが相当である」と述べている。なお、会社の住所は、その本店の所在地にあるものとされる（会社法4条）。
現在居住しているというだけではその場所が住所であるとは限らない。居住期間について、1年未満の短期・一時滞在地は住所には当たらず後述の居所に当たる。前述の最高裁判例においても、当該学生は最も短期の者でも1年間在寮の予定の下に寮に居住していたことが原審により認定されている。
また行政実例において、家族と共に居住していた者が現在家族と離れて居住している場合において、家族と共に居住していたときと現在を比較し、私的生活における家族との関わりが変わらない場合は、家族の居住地が住所と認定される。
日本の民法では、住所のほかに居所と仮住所という概念も定めている。
- 居所
居所とは、継続して居住しているものの生活の本拠というほどその場所との結び付きが強くない場所のことである。住所が知れない場合には、その者の居所が住所とみなされる（民法第23条1項）。また、日本に住所を有しない者は、その者が日本人か外国人かを問わず、日本における居所がその者の住所と見なされる（民法第23条2項本文）。ただし、準拠法を定める法律に従いその者の住所地法によるべき場合にはそれによる（民法第23条2項但書）。
- 仮住所
ある行為について仮住所を選定したときは、その行為に関しては、その仮住所が住所とみなされる（民法第24条）。

また転居しなくても、居住する地域に住居表示が導入されたり、市町村合併や旧町名復活などにより行政上の地名が変わったりして、住所表記が変更される場合がある。
一方、イギリスなど英米法上の住所概念であるドミサイル (domicile) は、一つの独立した法体系が適用される地域的単位を意味するもので、英米法に特有の住所概念となっている。

### 国際私法
住所の認定要件は法域により異なるため、法の管轄を定める国際私法において住所地を連結点とするのは適当ではないという問題意識があった。そこで、人がある程度長期間にわたって常時居住している場所を指す常居所という概念が採用されるに至っている。

## 日本の住所表記
日本における住所は、大きな区分から細かい区分の順序で表記される。細かい区分から大きな区分へと表記していく欧米式とは逆の順序になる。住居表示に関する法律により住居表示を実施している区域ではその住居表示を用い、それ以外の区域では地番を用いて表記される。
|        | 都道府県         | 区市町村           | 区市町村           | 備考                                                                     |
| ------ | ---------------- | ------------------ | ------------------ | ------------------------------------------------------------------------ |
| 都     | 都               | 区（特別区）       | 区（特別区）       | 特別区は特別地方公共団体であり指定都市の区又は総合区などとは異なる。     |
| 都     | 都               | 市                 |                    |                                                                          |
| 都     | 都               | 郡                 | 町若しくは村       |                                                                          |
| 都     | 都               | （島嶼部）         | 町若しくは村       | 東京都は郡の区域を画してない。。                                         |
| 道府県 | 道、府若しくは県 | 市（指定都市）     | 市（指定都市）     | 指定都市の区又は総合区（大阪市西成区、横浜市中区など）が設置されている。 |
| 道府県 | 道、府若しくは県 | 市（指定都市以外） | 市（指定都市以外） | 合併特例区や地域自治区などが設けられている場合がある。                   |
| 道府県 | 道、府若しくは県 | 郡                 | 町若しくは村       |                                                                          |

### 町又は字
町又は字は、「大字○○」「字〇〇」「○○町」などといった名称が用いられることが多い。また、複数の階層区分を設けて、佐賀市「川副町大字西古賀」（「町」が上位区分で「大字」が下位区分）、青森市「大字滝沢字住吉」（「大字」が上位区分で「字」が下位区分）などと表記することもある。「大字」の下位区分として「字」が用いられる場合、特に「小字」と称することがある。これらの階層区分の有無・名称などは市町村の合併や町又は字の区域の整理の過程で各市町村（特別区を含む。）ごとに変遷してきたもので、全国的な統一基準や変遷の経緯が存在するわけではない。
その外、岩手県の区域の一部で用いられる「第○地割」や、北海道で用いられる「○条×丁目」、京都市の通りの名称、愛媛県の区域の一部で用いられる「○番耕地」、長崎県の区域（対馬市の区域を除く。）で用いられる「郷」「名」「免」「触」「浦」など、その地域独自の区分法も存在する。
市街地では、台東区「浅草四丁目」のように「○丁目」という町・字区分が多い。そのため町を「町丁」と呼ぶ場合も多い。なお、「○丁目」に入る数字は、ほとんどの都道府県の告示で漢数字となっていることや、「浅草四丁目」もそうであるが、町名そのものに丁目を含んでいるため、アラビア数字を用いて「4丁目」などと表記するのは正確な表記でないという考え方もある。しかし、アラビア数字を用いた町丁名表記は広く普及しており、公共施設の表示や市区町村の公式サイトにでも使用されている。なお、「丁目」以降の部分を簡略に表記する場合は「-」（ハイフン）を用いる慣習がある。例えば「新宿区西新宿二丁目8番1号」という住所は、「新宿区西新宿2-8-1」や「新宿区西新宿2丁目8-1」と略されうる。
郵便においては、丁目を含まない町域名に対して郵便番号が割り当てられており、カスタマバーコードでは丁目をアラビア数字で抜き出すこと、丁目以下の区切りはハイフンとすることとなっている。上記例では東京都新宿区西新宿に対して160-0023が割り当てられているため、「新宿区西新宿二丁目8番1号」のカスタマバーコードは「16000232-8-1」（制御コードやチェックデジットを除く）となる。
町又は字の区域は全ての地域に必ず設定されているものではなく、「○○市9999番地」といったように市町村の名称の後に町又は字の名称がなく直接地番を付す区域もある。たとえば「八幡浜市立武道館」の住所は「愛媛県八幡浜市487番地」、「香川県立琴平高等学校」の住所は「香川県仲多度郡琴平町142番地2」である。

### 地番による表記と住居表示
近代以降、日本では地番を用いた住所の表示が用いられてきた。それは地租改正において課税のために付けられた地番を住所の表示にも代用するというものである。
後述の住居表示に関する法律による住居表示が実施されていない地域では、地番を用いて住所を表している。
- 住居表示が行われていない地域の住所は、地番と支号を用いて「3番地5」あるいは「3番地の5」などと表記される（「支号」は不動産登記法上の名称で、「枝番」とも俗称される）。地番と支号の間の「の」の有無は市区町村ごとに異なるが、全国的な傾向として「の」を挿入する市区町村は減りつつある。ただし、不動産登記における地番は「の」を入れず必ず「3番5」となるため、住所が役所で「3番地の5」と登録されて、地番が法務局で「3番5」と登録されていることが起こりうる。
- 国有林・河川敷・浜辺など公有地にある住所は、そもそも土地登記が行われておらず地番が付されていないため、「無番地」などといった表記となることがある。これらの住所は「番外地」とも呼ばれる。また、その地点から最も近い地番を用いて「100番地先」などといった表記をすることもある。番外地は国鉄時代の駅の住所に多くみられたほか、道路下に存在する地下鉄駅の住所や、道路工事の場所を表すなどの場合は地先を用いることが多い。住居表示実施地域などでは通常呼称している近隣の住所とは表記が乖離してわかりにくいため、地番が付されている道路であっても、隣接地の地先として表すことが一般的である。

以上の地番による住所の表示は、広い土地を分筆すれば支号（枝番号）が増え、合筆すれば欠番が生じるうえ、区画整理、町村合併、河川改修による河道変更、自治体の境界変更なども加わり、これらが繰り返されるうちに、住宅地によっては地番では目的地にたどりつくことが難しいという事例も生じるようになった。極端な場合では、元は一筆だった土地が分譲されるなどした結果、岐阜市では約250軒の住宅が同じ住所を共有するなどの例もあった。
このような地番の欠点に対し、1964年の東京オリンピックまでに外国人にもわかりやすいような合理的な住所表示の方法を導入すべきとの機運も加わり、1962年に住居表示に関する法律が施行された。住居表示に関する法律による住居表示が実施された地域では、街区方式または道路方式による表示が用いられる。
- 街区方式
  - 市町村内の町又は字の名称並びに当該町又は字の区域を道路、鉄道若しくは軌道の線路その他の恒久的な施設又は河川、水路等によつて区画した場合におけるその区画された地域（街区）につけられる符号（街区符号）及び当該街区内にある建物その他の工作物につけられる住居表示のための番号（住居番号）を用いて表示する方法（住居表示に関する法律第2条第1号）
  - 街区方式は道路・鉄道・河川に囲まれた区画に街区番号を振り、さらに住居番号を付けていくという方式で、日本の住居表示実施地区のほとんどはこの方式を採用している[18][19]（東京都千代田区の中央合同庁舎第1号館の住所は「東京都千代田区霞が関1丁目2番1号」のように表示される）。
- 道路方式
  - 市町村内の道路の名称及び当該道路に接し、又は当該道路に通ずる通路を有する建物その他の工作物につけられる住居番号を用いて表示する方法（住居表示に関する法律第2条第2号）
  - 道路方式は欧米式と同じく通りの両側に奇数と偶数に分けて住居番号を振っていく方式だが、日本では山形県東根市の一部などで採用例があるのみである[18][19]（山形県東根市の若木開拓歴史資料館の住所は「山形県東根市若木通り1丁目60号5」のように表示される）。
  - 通り名による道案内は、地域に不慣れな人でも場所の説明や確認が容易で道案内に優れているという特徴がある[19]。そこで国土交通省では「通り名による道案内」（通りに名称を付けた上で通りを起点に右側に奇数、左側に偶数で10 m単位の位置番号を付す方法）を住所とともに併記する施策を実施している[20]。

なお、地番を表す部分や住居表示を簡略化して表記する場合、「-」（ハイフン）を用いる慣習がある。例えば「7番地9」や「7番9号」は「7-9」と略されうる。

### 方書
方書（かたがき）は、本来寄宿人が「○田×郎方」と家主の名前を示したものを指すが、現在では「○×マンション103号室」のように共同住宅の部屋番号も方書と呼ばれる。部屋番号を簡略に表記する場合、地番を表す部分や住居表示の後に「-」（ハイフン）で番号をつなげる慣習がある。

### その他の表記

#### 北海道
北海道の「条・丁目」がある地域の「条」と「丁目」は、一方が縦軸、他方が横軸を表す。両者の組み合わせで座標上の位置を示し、通常はともにアラビア数字で表記される。日本郵便の公式サイトでは「条」だけを漢数字にして「丁目」をアラビア数字にする表記が見受けられるため、これが正式な表記であると誤解されることがあるが、札幌市では「条」と「丁目」ともにアラビア数字で表記するのが正式である。札幌市では「条」と「丁目」を省略して記載するのが一般的であり、「南18条西16丁目2番1号」という住所は「南18西16-2-1」と略記される。

#### 京都市
平安京以来の長い歴史を持つ京都市の旧市街地においては、「通りの名称」を用いた独特の住所表記法がある。例えば、「京都市中京区寺町通御池上る上本能寺前町488番地」というように、通り名の後ろに町の名称を表記するのが正式である。これらは京都市の住民基本台帳においても用いられている。また、「京都市中京区寺町通御池上る」などのように町の名称及び地番を省略するのが慣習上の通例である。これは多数ある町の名称を覚えなくとも、通りの名称さえわかれば場所を特定できるという利便性によるものである。
また例えば京都市中京区油屋町など、異なる通りに同一の町の名称が存在する場合は、通りの名称がなければ場所が特定できない。ただし郵便番号は別々に振り分けられているため、蛸薬師通の油屋町と柳馬場通の油屋町では番号が異なり、郵便物が配達されないということはない。ネットショッピングやカーナビゲーションなどはこの通りの名称に対応していないものもあり、京都市在住者には戸惑いの声もある。

#### 長崎県
長崎県の区域の律令制下の肥前国及び壱岐国の区域に画す区域では、地名の末尾に付する独特の単位が複数存在する。旧大村藩領および旧福江藩領では「○○郷（ごう）」、旧佐賀藩領および旧島原藩領では「○○名（みょう）」、旧平戸藩領のうち北松浦半島および平戸島など本土に近接する島嶼部では「○○免（めん）」、同じ平戸藩に属した壱岐国（壱岐島）では農村集落で「○○触（ふれ）」、漁村集落で「○○浦（うら）」を付する。
住所表記における区分としては「大字」の下位区分であり「小字」の上位区分、つまり大字と小字の中間区分にあたるが、いわゆる明治の大合併の際に長崎県下（対馬を除く）では町村制の施行により、一つの町村を廃し、その区域をもって町村を設置したため、大字が存在しない市町村が多数を占めた。また合併を実施した市町村についても、後に殆どの市町村で大字の表示を廃止している。このため「郷・名・免・触・浦」が上位区分、「小字」が下位区分となる表記が一般的である。
これらの単位の中には、市町村合併などの過程で町又は字の名称の設定の際に区域ごと廃止されたり単位のみ削除されたりする事が多いが、現在も市町村の町又は字として一部の市町村で現存している。

### 通称住所
地域によっては、公的な住所表記と通称の住所表記が併存する場合もある。例えば大分県の一部地域（大分市、別府市、臼杵市、日田市など）では、不動産登記や住民基本台帳に用いられる公称の住所とは別に、慣習的な町名と「組」「区」などの単位からなる「通称住所」が指定され、郵便物や運転免許証など常用の住所表記に利用されている。例えば「大分市大字荏隈××番地」に対応する通称住所は「大分市明磧×組の×」などとなる。大分市では、希望により住民票には通称住所を併記することも可能である。

#### 長野県
長野市の中心市街地では、正式な住所である小字のかわりに「××町」などの通称町名が用いられており、大字と住民登録の名称、行政連絡区の名称、通称名が複雑に入り組んでいる。
須坂市では、地域の呼び名（地域の通称）が古くからあり、この地域の通称が現在の行政区名へと継続して使用され、地域の地区名が郵便番号にあてがわれたことで、郵便番号から検索して住所を登録すると、正しい住所表記と一致しない地域が多く存在する。正しい住所表記と異なっても同じ場所であるため、郵便物は届くが、市では市町村役場や金融機関等への届け出などの正式な書類には、不動産登記簿に記載された正式な住所表記を使用するよう呼びかけている。

## 日本の住所コード
日本では住所をコード化する体系が複数併存している。

### 全国町・字（まちあざ）ファイル（JISコード系）
全国町・字（まちあざ）ファイルは、総務省の外郭団体である地方公共団体情報システム機構が作成している住所のコードである。11桁からなる（全国町・字（まちあざ）ファイルの仕様 (PDF) ）。
- 1 - 2桁目（2桁）：都道府県
- 3 - 5桁目（3桁）：市区、郡町村
- 6 - 8桁目（3桁）：大字、通称
- 9 - 11桁目（3桁）：丁目、字、小字、通称

このうち、1桁目から5桁目の都道府県、市区郡町村を表す5桁のコードを、JIS住所コードという。
JIS住所コードに検証数字1桁を6桁目に加えたものを、全国地方公共団体コードという。

### 運輸局住所コード
運輸局（登録車・検査対象外軽自動車）と軽自動車検査協会（検査対象軽自動車）で用いられ、主に自動車検査登録制度に関係する住所のコード。小字のない地域では9桁、小字のある地域では12桁になる（自動車登録関係コード検索システム）。
- 1 - 5桁目（5桁）：都道府県市区郡コード
- 6 - 9桁目（4桁）：町村コード（実際には大字に対応する）
- 10 - 12桁目（3桁）：小字コード（小字が住所にある地域のみ）

1 - 2桁目は、ほぼ都道府県に対応するが、北海道のみ50番から62番を使っており、1対1対応になっていない。
自動車検査証に記載される住所は、n丁目以降の表記に原則としてローマ字以外の文字列を使用・記載することができないが、「住所例外コード」として「官有無番地」「合筆地」などが設定されている。
また、市町村合併や地名変更などの際は新しいコードが割り当てられているほか、電算化以前に届出された軽自動車の自動車検査証上の住所は従前届け出された通り（錯誤があってもその通り）に記載されていることがある。

### 日本行政区画番号（損保統一コード）
国土地理協会と損害保険料率算出機構が主管する住所コード。

## 各国の住所表記

### 概要
海外と郵便物を交換する場合、使用する文字や表記方法は現地の法律や慣習に従う必要がある。
世界のほとんどの地域では、「受取人名 → 地番名 → 通り名 → 都市・町・村名 → 州・県・郡名 → 国名」といった順に住所を記載する。表記に現地語で一般名から具体名、すなわち地域を表す最も大きな名称（県名など）から受取人（英: Addressee）の順で記述する方法は、日本以外では中華人民共和国などで行われているのみである。それ以外の国や地域では、具体名から一般名、すなわち受取人から大きな地域名称と、日本とは逆順に表記をするのが一般的になっている（ハンガリーは、受取人名を最初の行に記載する以外は日本と同じ順で記述する）。
この一般的方法は万国郵便条約 （仏: Convention Postale Universelle、英: Universal Postal Convention）で強く推奨されており、世界との郵便物の交換にはアルファベットとラテン数字のラテン文字を使ってこちらに従い、最後はもっとも大きな地域名称である国名を記入する。
欧米の都市における住所表記は、通り名と番地で成り立っている。欧米での住所表記は、大通りや川を基準に奇数・偶数の番号を割り振り、基準から離れるほど数字が増えていくストリート方式のナンバリングが主流である。
奇・偶数の割り振りの傾向としては、西ヨーロッパでは進行方向に対して左側に奇数が割り振られる国が多く、東ヨーロッパやロシアでは右側に奇数が割り振られる国が多い。アメリカの場合、通りが交差する地点から100, 200, 300と、きりのいい数字に繰り上げる特徴がある。
コスタリカやニカラグアのような住所のない国も存在する。そこではランドマークや大まかな方向により場所を特定する。

### フランス
フランスの首都パリの番地の並び方には規則性があり、セーヌ川に並行する通りでは流水方向に従って番地が振られ、セーヌ川に直交する通りでは川の近くから遠い方へ番地が振られている。

### イギリス
イギリスの首都ロンドンの番地は1735年頃に住宅の識別のために導入されて以降整備された。

### アメリカ
アメリカ合衆国の住所は、番号 → 街路名 → もしあればアパートなどの番号 → 都市名 → 州（2文字の略号）→ ZIPコードの順に書かれる。

### メキシコ
メキシコでは大きな都市は地区（colonia, barrio, pueblo など）に分かれていることが多く、街路名だけでなく地区名を記すところに大きな特徴がある。街路名と番号に続けて、建物名などがあればそれを書き、さらに地区名が記される。たとえば在メキシコ日本大使館の住所は「Paseo de la Reforma 243, Torre Mapfre Piso 9, Col. Cuauhtémoc, Alcaldía Cuauhtémoc, Ciudad de México, México. CP 06500」となっているが、「Paseo de la Reforma」（レフォルマ通り）が街路名、243が街路番号、「Torre Mapfre」がビル名（Piso 9 = 9階）、「Col. Cuauhtémoc」が地区名、「Alcaldía Cuauhtémoc」がクアウテモク区である（CP = Código Postal、郵便番号）。

### アフガニスタン
アフガニスタンの首都カーブルの多くの場所に住所が存在せず、配達は地元の人に道を聞き届けている。2013年、住所制度の導入のため合意が結ばれた。

## 住所とプライバシー
日本において、Google マップなどの電子地図や住宅地図など詳細な地図を使えば、住所表記からその場所にどんな建物があるか知ることができる地域も多い。公共施設や企業は、所在地やアクセスを積極的に開示していることが通常であるが、個人ではプライバシーを重視して自宅住所を知られたくないと考える傾向が強い。個人情報保護法では、住所や居所を含む連絡先は保護対象に含まれる。
このため通信販売や電子商取引において、商品を郵便局留めで受け取る購入者がいるほか、仲介・販売事業者も住所非開示を含めた匿名での売買を容認する制度を導入している。
またGoogle ストリートビューでは、住宅画像などの追加ぼかし処理依頼を受け付けている。